# Баффер, Майкл
Майкл Ба́ффер (англ. Michael Buffer; род. 2 ноября 1944, Филадельфия, Пенсильвания) — профессиональный конферансье в мире бокса и борцовских матчей. Он известен своей коронной фразой, которую произносит перед каждым боем: «Let’s get ready to rumble!» («Приготовимся к драке!»); а также особой манерой представления боксёров. Он растягивает определённые звуки при объявлении имени спортсмена, что делает его голос узнаваемым во всём мире.
Впервые фразу «Let’s get ready to rumble!» Баффер стал использовать в начале 1980-х годов. В 1992 году он запатентовал эту фразу. Сейчас Баффер использует её различные варианты в рекламных целях, например для компьютерных игр.

## Интересные факты
- За всю свою карьеру заработал около 400 млн долларов[источник не указан 558 дней]
- Дедушка Майкла Баффера Джонни Бафф был чемпионом мира по боксу в легчайшем весе
- Сводный брат Майкла Брюс Баффер является ринг-аннонсером на боях UFC
- Озвучил самого себя в мультсериалах «Симпсоны» и «Южный Парк»
- Голос Майкла Баффера использован в песне группы AksBand «С одного удара»
- Перенёс операцию по удалению раковой опухоли гортани
- В 2017 году на Гран-при США «Формулы-1» объявлял гонщиков перед стартом гонки[1]
- Перед стартом финальной серии Кубка Стэнли 2018 объявлял стартовые составы команд «Вегас Голден Найтс» и «Вашингтон Кэпиталз»[2]